# Bismarck-Buschsänger
Der Bismarck-Buschsänger (Cincloramphus grosvenori, Syn.: Megalurulus grosvenori), auch als Maskenbuschsänger bezeichnet, ist eine kaum erforschte Singvogelart aus der Familie der Schwirlverwandten. Er ist auf der Insel Neubritannien im Bismarck-Archipel endemisch. Die Art ist nur von zwei Exemplaren, einem Männchen und einem Weibchen, bekannt, die im Dezember 1958 erlegt und 1960 von Ernest Thomas Gilliard wissenschaftlich beschrieben wurden. Das Artepitheton ehrt den US-amerikanischen Philanthropen Gilbert Hovey Grosvenor (1875–1966), der von 1920 bis 1954 Präsident der National Geographic Society war. Die Art wird aufgrund jüngerer molekulargenetischer Untersuchungen (2018) der Gattung Cincloramphus zugeschrieben.

## Merkmale
Die beiden Exemplare haben eine Körperlänge von 17 bis 19 cm. Oberseite und Oberkopf sind dunkel rostbraun, wobei der Hinterrücken und der Bürzel am dunkelsten sind. Die Flügel sind schwarz und der abgestufte lange Schwanz hat feine Spitzen. Die kürzeste Steuerfeder ist etwas mehr als halb so lang als die längste. Vom Schnabel bis zu den Ohrdecken verläuft eine schwarze Maske. Der breite Überaugenstreif ist rötlich-gelbbraun. Bei den kleinen Flügeldecken fehlt das braune Schuppenmuster verwandter Arten. Das Kinn, die Kehle und der Oberbauch sind heller ocker-gelbbraun. Die Brust ist satter orange-sandfarben. Die Flanken und die Unterschwarzdecken sind dunkel zimtbraun. Die äußersten Handschwingen sind viel kürzer als beim Bougainvillebuschsänger (Cincloramphus llaneae). Der Schnabel ist bräunlich-schwarz. Die Iris ist dunkelbraun. Die Beine und Füße sind dunkel rauchbraun. Die Geschlechter sehen gleich aus, beim Männchen ist der Schwanz offenbar länger, als beim Weibchen. Die juvenilen Vögel sind unbeschrieben.
Vom Maronenbuschsänger (Cincloramphus rubiginosus), der auf New Britain bis in Höhenlagen von 1.400 m vorkommt, unterscheidet sich der Bismarck-Buschsänger durch die schwarze Maske, durch den gut entwickelten Überaugenstreif, durch die rötlich-orange Unterseite und die spitzen Schwanzfedern.

## Status
Der Bismarck-Buschsänger wurde 1988 von der IUCN in die Kategorie potenziell gefährdet (near threatened) der Roten Liste gefährdeter Arten aufgenommen. 1994 wurde dieser Status auf unzureichende Datenlage (data deficient) geändert. Seit 2008 wird die Art als gefährdet (vulnerable) gelistet. Seit dem Erstnachweis im Jahr 1958, wurde diese Art nicht mehr gesichtet, obwohl es in den 1990er Jahren mehrere Suchexpeditionen gab, darunter von  K. David Bishop und David Gibbs (beide 1994) sowie von Guy Dutson in den Jahren 1997 und 1998. Allerdings haben nur wenige Beobachter in den erforderlichen Höhenlagen gesucht. Der Bismarck-Buschsänger hat eine heimliche Lebensweise und man bekommt ihn kaum zu Gesicht, bevor man ihn nicht vorher hört.
Es gibt keine belegten Angaben über die Populationsgröße, mit Ausnahme der negativen Aufzeichnungen von Standorten, die in etwas niedrigen Höhenlagen liegen, als die Terra typica. Die Populationsgröße wird vorläufig auf 250 bis 1000 Altvögel geschätzt. Julian Pender Hume hält den Bismarck-Buschsänger für möglicherweise ausgestorben.
Graeme M. Buchanan und seine Kollegen berechneten die Rate des Lebensraumverlustes innerhalb des Verbreitungsgebietes dieser Spezies auf 12 Prozent zwischen 1989 und 2000.  Trotzdem ist noch viel intakter Bergwald auf New Britain vorhanden. Eingeführte Beutegreifer, vor allem verwilderte Katzen, sind wahrscheinlich die größten Bedrohungen für diese terrestrischen Vögel.